# Macrocarpaea densiflora
Macrocarpaea densiflora är en gentianaväxtart som först beskrevs av George Bentham, och fick sitt nu gällande namn av Joseph Andorfer Ewan. Macrocarpaea densiflora ingår i släktet Macrocarpaea och familjen gentianaväxter. Inga underarter finns listade i Catalogue of Life.